# 服部勝人
服部 勝人（はっとり かつひと、1943年 - ）は、東京都出身の日本の経営学者。新概念としてのホスピタリティ学、ホスピタリティ・マネジメント学の提唱者であり、第一人者。日本ホスピタリティ・マネジメント学会名誉会長。元静岡産業大学経営学部特任教授。

## 略歴
1966年に法政大学経営学部卒業後、株式会社日本コンサルタント・グループに入社。800回余りにおよぶ海外業界視察、研修ツアー･コーディネーターとしての経験を重ね、1974年以降、経営戦略ブレイントラストとして企業および官公庁・諸団体の経営戦略等を指導。1990年より数々の学術論文を発表。関連書籍多数刊行。
これまでに、一橋大学大学院社会学研究科市民社会教育研究センタープロジェクト研究員、法政大学現代福祉学部（ホスピタリティ学原論）兼任講師、東洋大学国際地域学部教授、東洋大学大学院国際地域研究科教授、高崎経済大学地域政策学部（ホスピタリティ・マネジメント）兼任講師、高崎商科大学商学部特任教授、静岡産業大学経営学部特任教授などを歴任。現在は、共栄大学客員教授及びハリウッド大学院大学客員教授。

## 著書
- ホスピタリティ・マネジメント学原論　- 新概念としてのフレームワーク-　2006年　丸善
- ホスピタリティ学のすすめ　2008年　丸善
- ホスピタリティ・マネジメント入門　第2版　2008年　丸善
- ホスピタリティ学原論　-The Principles of Hospitalitology-　2004年　内外出版
- ホスピタリティ・マネジメント入門 2004年　丸善
- ホスピタリティ・マネジメント　ポスト･サービス社会の経営　1996年　丸善
- 新概念としてのホスピタリティ・マネジメント -ポスト・サービス化社会の指標-  New Concept of Hospitality Management  1994年　学術選書